# Feliljesläktet
Feliljesläktet (Prosartes) är ett släkte i familjen liljeväxter. Tidigare ansågs släktet ingå i det ostasiatiska släktet feramsar, men genetisk forskning har visat att de inte är närmare släkt.
Släktets arter är fleråriga örter som alla växer i Nordamerika. Flera arter odlas som prydnadsväxter.

## Arter
Feliljesläktet har sex arter:
- Prosartes hookeri
- Prosartes lanuginosa
- Prosartes maculata
- Prosartes parvifolia
- Prosartes smithii
- Prosartes trachycarpa

## Bildgalleri

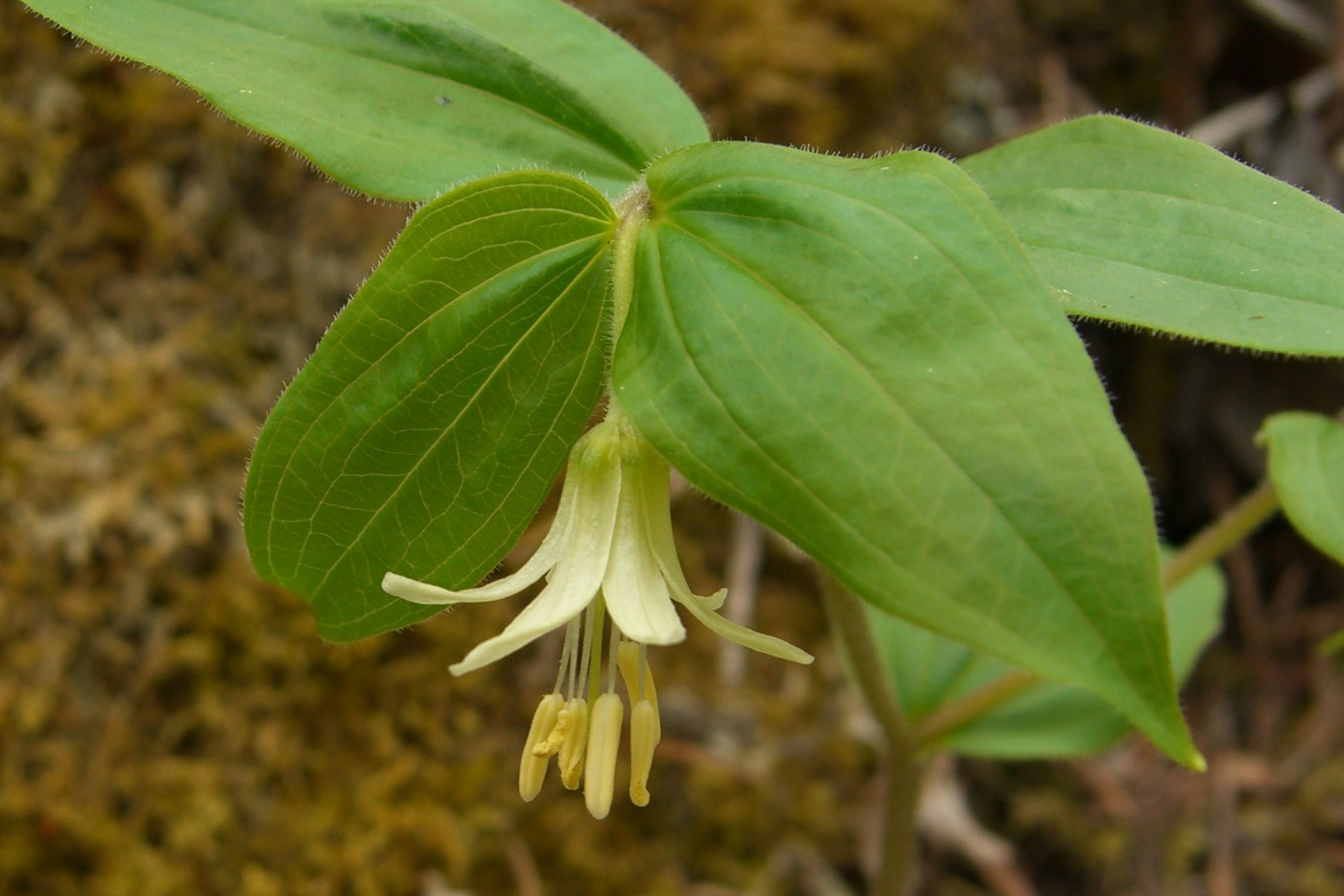
P. trachycarpa
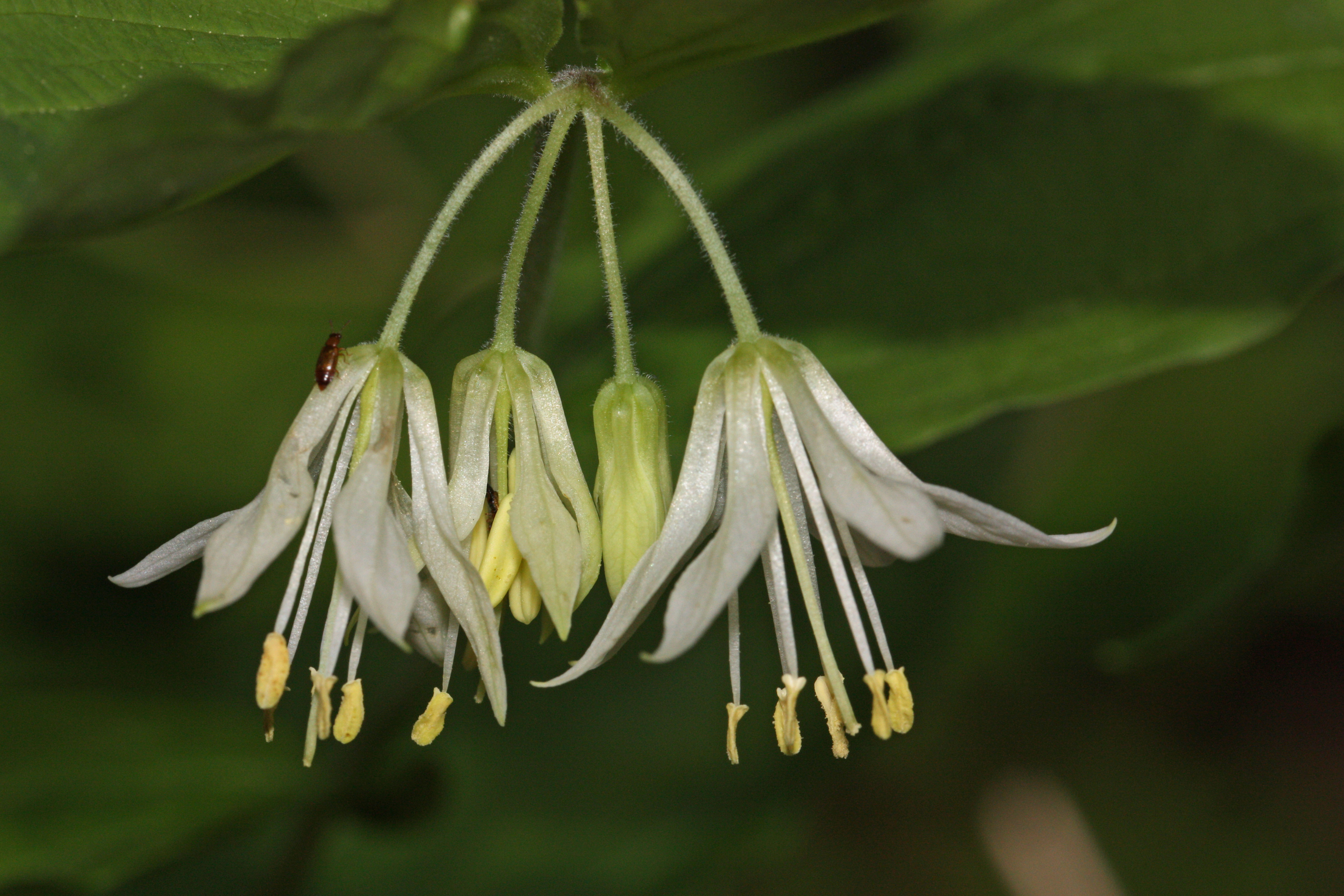
P. hookeri
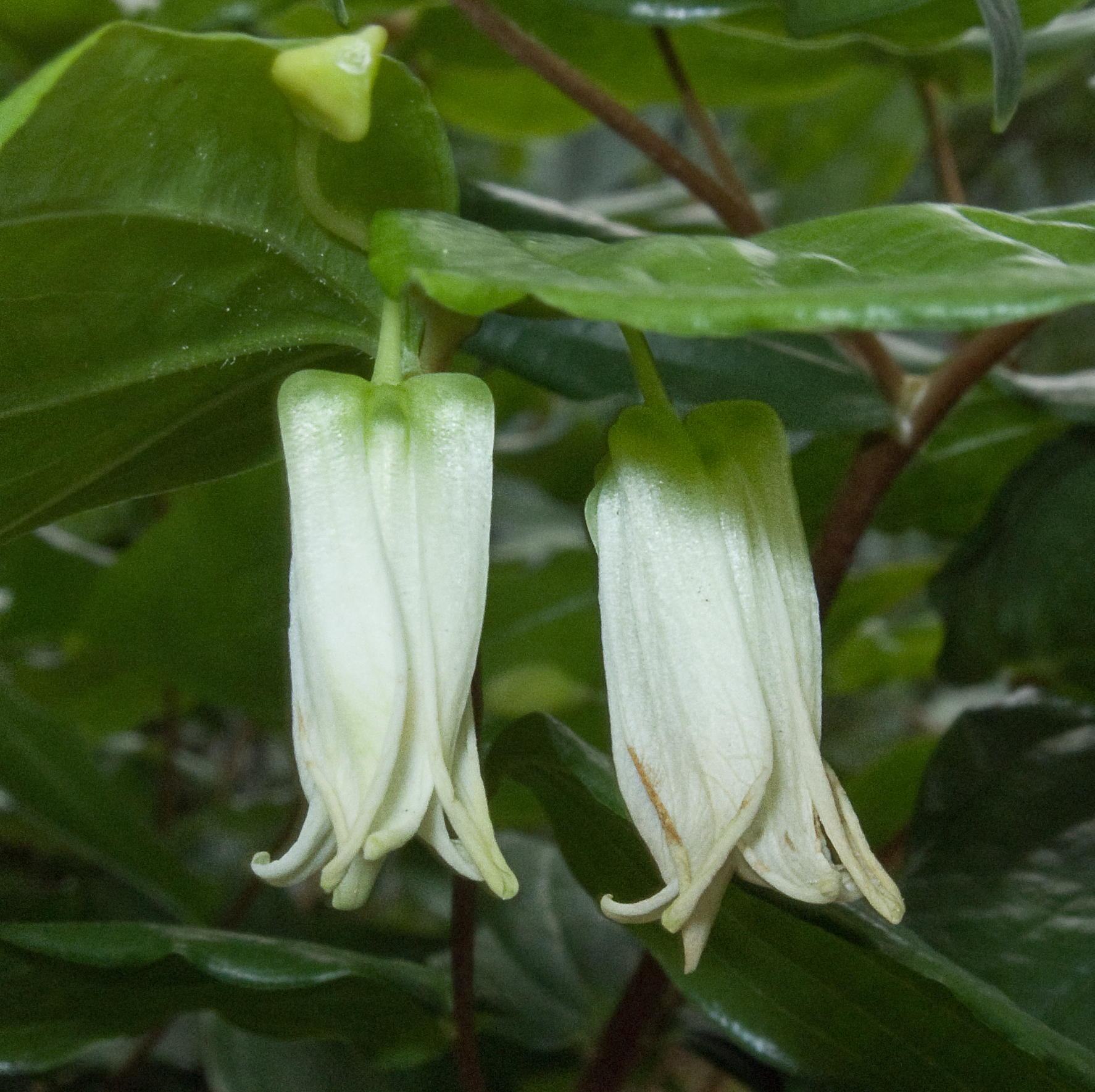
P. smithii